# Heere
Heere ist eine Gemeinde der Samtgemeinde Baddeckenstedt im Landkreis Wolfenbüttel, Niedersachsen, Deutschland.

## Geografie
Beginnend im Nordwesten im Uhrzeigersinn grenzen an Heere die Gemeinden Baddeckenstedt, Elbe, Haverlah und Sehlde.
Heere bestand ehemals aus zwei Ortsteilen:
- Groß Heere einschließlich Bierbaumsmühle und Nauenburg
- Klein Heere

Inzwischen bilden die beiden Dörfer einen gemeinsamen Ortsteil.
Im nordöstlichen Teil wird das Gemeindegebiet von der Innerste durchflossen. In Heere liegt ein Teil des Naturschutzgebiets Mittleres Innerstetal mit Kanstein. Im Westen liegt der bewaldete Höhenzug Hainberg.
|  |

## Geschichte
Heere wurde am 7. Februar 1131 in einer Urkunde von König Lothar III. erstmals als Herre urkundlich erwähnt.
Im Mittelalter lag Heere im Salzgau (Region um Salzgitter-Bad) und gehörte ab 815 zum durch Ludwig den Frommen gegründeten Bistum Hildesheim. Nach Ende der Hildesheimer Stiftsfehde fiel der Ort von 1523 bis 1643 an das Fürstentum Braunschweig-Wolfenbüttel, danach wurden die Gebiete wieder an das Bistum Hildesheim zurückgegeben. Nach Ende der Franzosenzeit gehörte Heere zum Königreich Hannover und ab 1866 zu Preußen. 1941 wurde Heere aufgrund des Salzgitter-Gesetzes dem Land Braunschweig und dem Landkreis Wolfenbüttel zugeschlagen, dieser ging zum 1. November 1946 im neuen Land Niedersachsen auf.

### Eingemeindungen
Am 1. März 1974 wurden die Gemeinden Groß Heere und Klein Heere zur neuen Gemeinde Heere zusammengeschlossen.

## Politik

### Gemeinderat
Der Rat der Gemeinde Heere setzt sich aus neun Mitgliedern zusammen. Die Ratsmitglieder werden durch eine Kommunalwahl für jeweils fünf Jahre gewählt.
Bei der Kommunalwahl 2021 ergab sich folgende Sitzverteilung:
| Gemeinderat 2021Insgesamt 9 Sitze - SPD: 5 - BFH: 1 - Unabh.: 1 - CDU: 2 |

### Bürgermeister
Am 25. November 2021 wurde Bettina Eisenbarth (SPD) vom Gemeinderat zur Bürgermeisterin gewählt.

### Wappen
Blasonierung: Von Rot und Gold gespalten mit einem Turnierhut in gewechselten Farben.
Der Turnierhut ist einem Siegel von 1293 entnommen, das von der Adelsfamilie „von Heere“ geführt wurde, die vom 12. bis ins 16. Jahrhundert hier lebte. Die Zweiteilung des Schildes steht für die beiden früher eigenständigen Gemeinden Groß und Klein Heere, die heute „unter einem Hut“ leben. Die Teilung steht auch für die wechselnde Zugehörigkeit des Ortes zum Bistum Hildesheim und zum Herzogtum Braunschweig. Die Farben Rot-Gold wurden sowohl von den Hildesheimern wie auch von den Braunschweigern geführt und waren zugleich die Stammfarben des Hauses Heere. Das Wappen wurde im August 1988 vom Landkreis Wolfenbüttel genehmigt.

## Kultur und Sehenswürdigkeiten
- Der Jägerturm wurde 1736 von Johann Friedrich Anton von Bocholtz (1680–1755) erbaut. Er sollte den Jägern ein Aufenthaltsort sein, kein Aussichts- oder Wehrturm.

## Wirtschaft und Infrastruktur

### Ansässige Unternehmen
Hauptarbeitgeber ist ein Speditionsunternehmen am nordöstlichen Ortsrand von Groß Heere. Außerdem betreibt die AGRAVIS Raiffeisen AG ein Lager im Ortsteil Bierbaumsmühle.

### Bildung
Im ehemaligen Schulgebäude ist heute ein Kindergarten untergebracht. Die nächstgelegene Grundschule befindet sich in Sehlde, die nächste weiterführende Schule in Baddeckenstedt.

### Verkehr
Die Bundesstraße 6 Hildesheim–Goslar führt nordöstlich am Gemeindegebiet vorbei.
Die nächstgelegenen Bahnhöfe befinden sich in Baddeckenstedt und in Salzgitter-Ringelheim an der Bahnstrecke Hildesheim–Goslar.

## Persönlichkeiten
- Ernst Mackensen (* 1846 in Bierbaumsmühle; † 7. Dezember 1892 in Bad Sachsa), Politiker und Mitglied des Preußischen Abgeordnetenhauses.
- Friedrich August Theodor Winnecke (* 5. Februar 1835 in Groß Heere; † 3. Dezember 1897 in Bonn), Astronom.
- Levin Zanner (* in Klein Heere; † 7. Oktober 1641 in Hildesheim), ein deutscher Freischärler, Freikorpsführer im Dreißigjährigen Krieg.

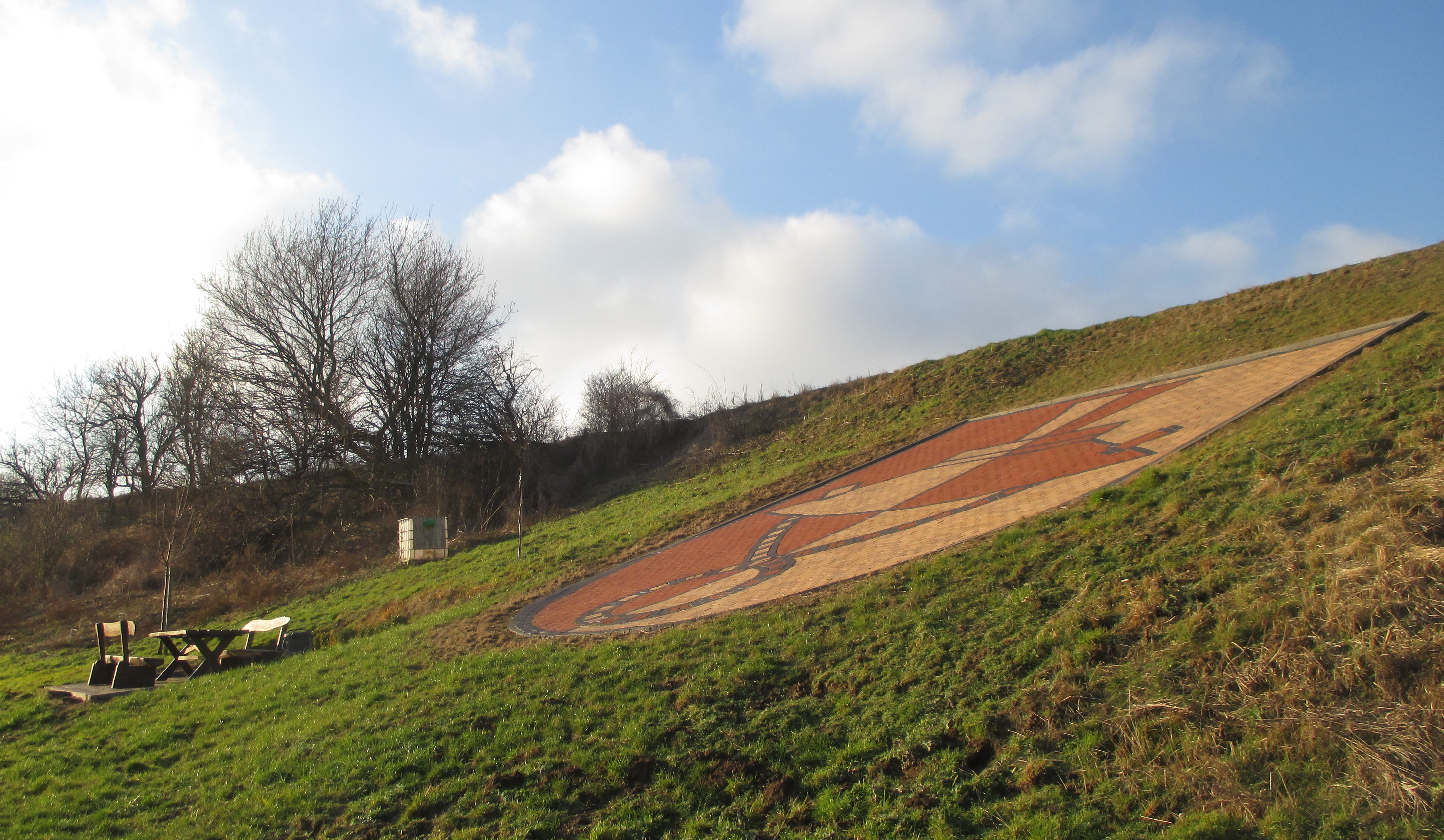
Rastplatz mit gepflastertem Gemeindewappen am Ortsrand von Klein Heere
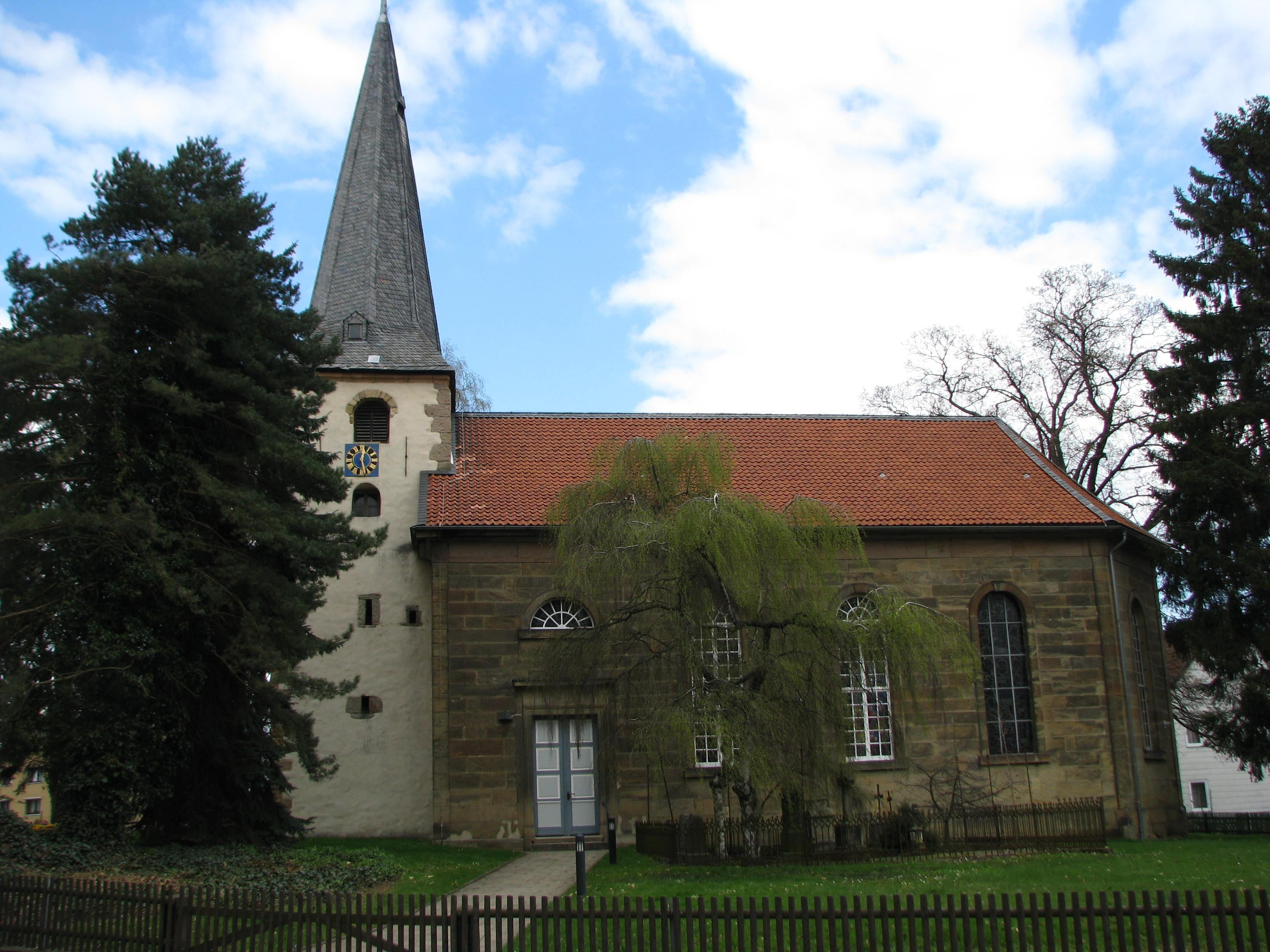
Evangelische Kirche in Groß Heere
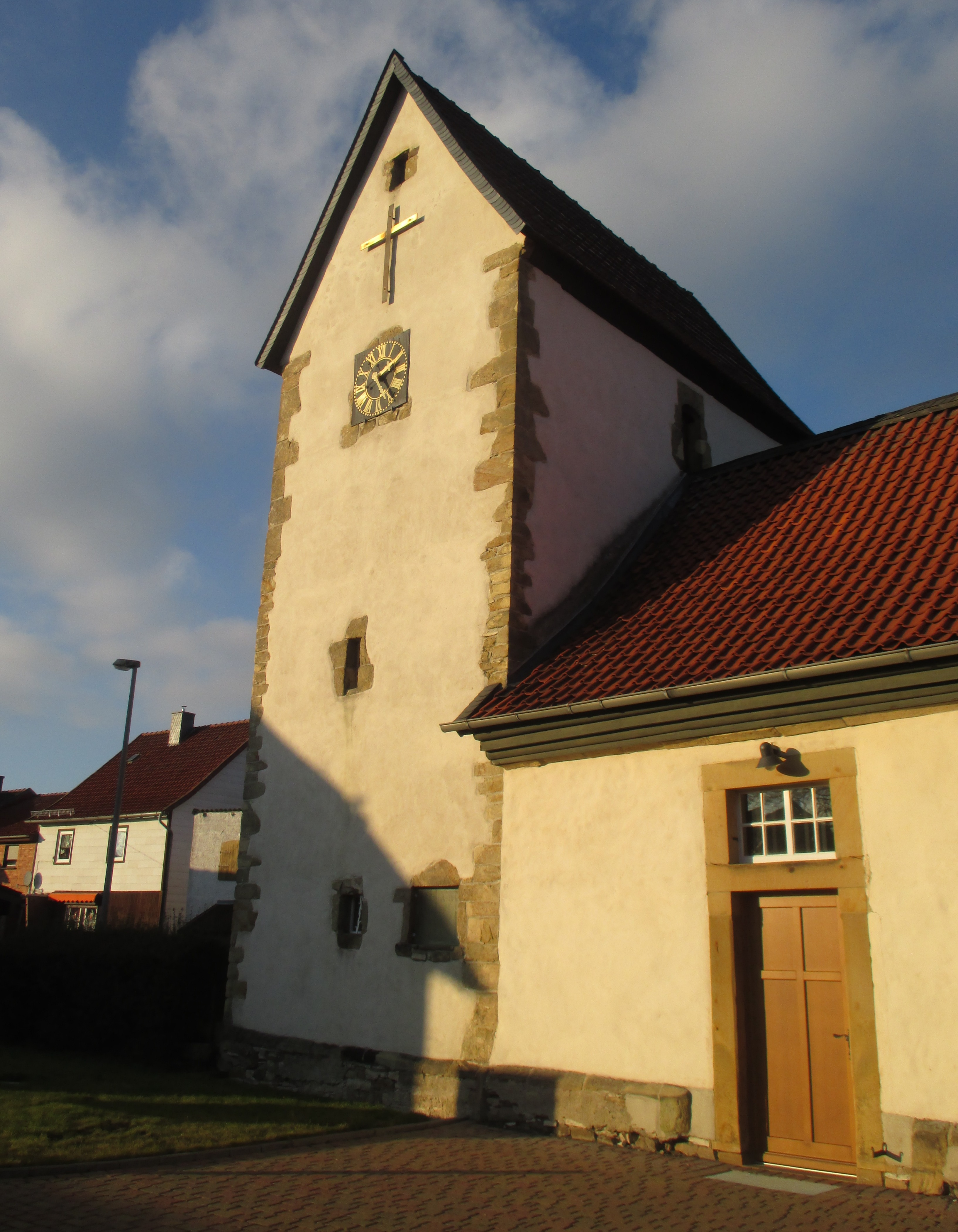
Turm der evangelischen Kirche in Klein Heere
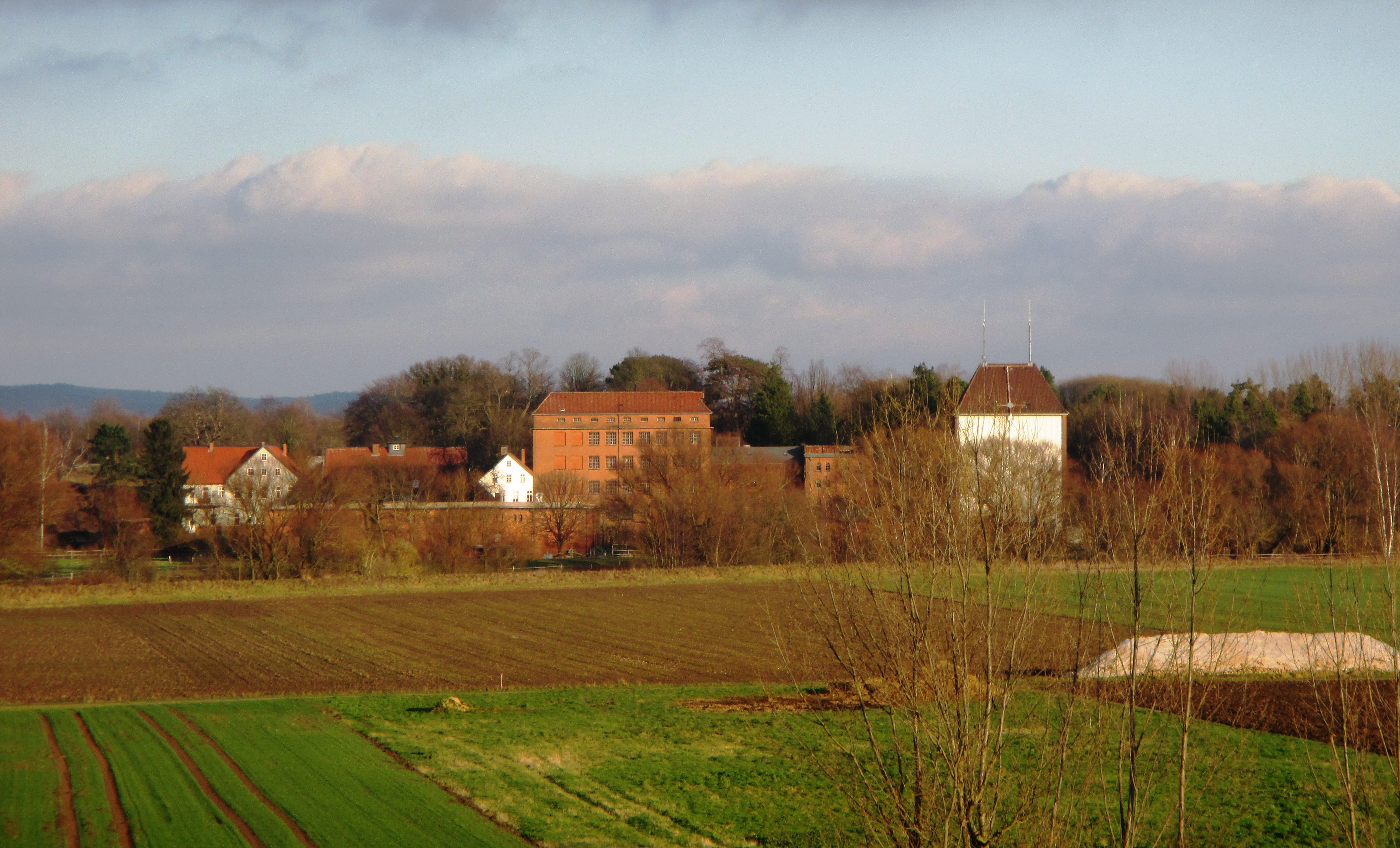
Blick auf Bierbaumsmühle vom Ortsrand von Klein Heere
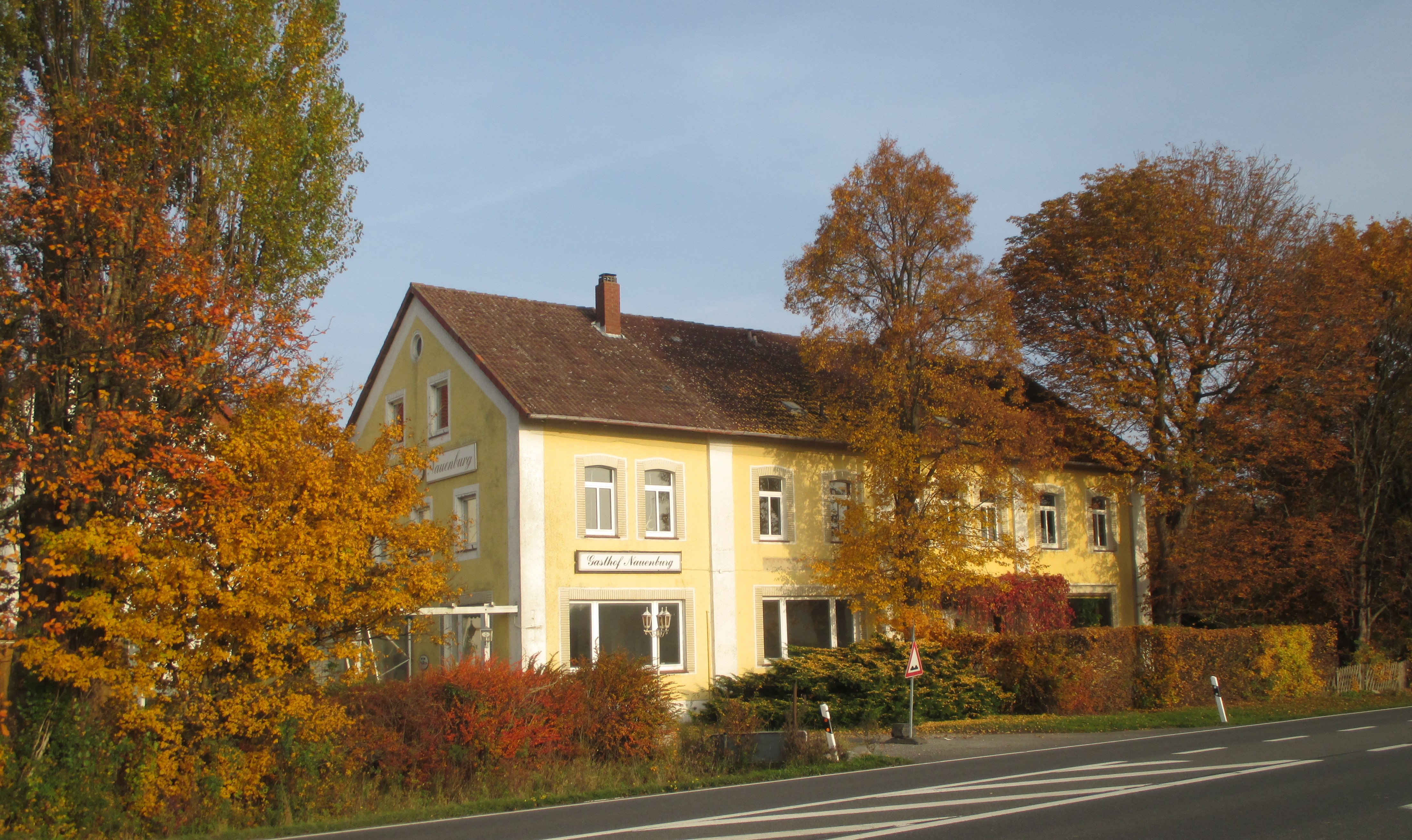
Nauenburg an der Bundesstraße 6
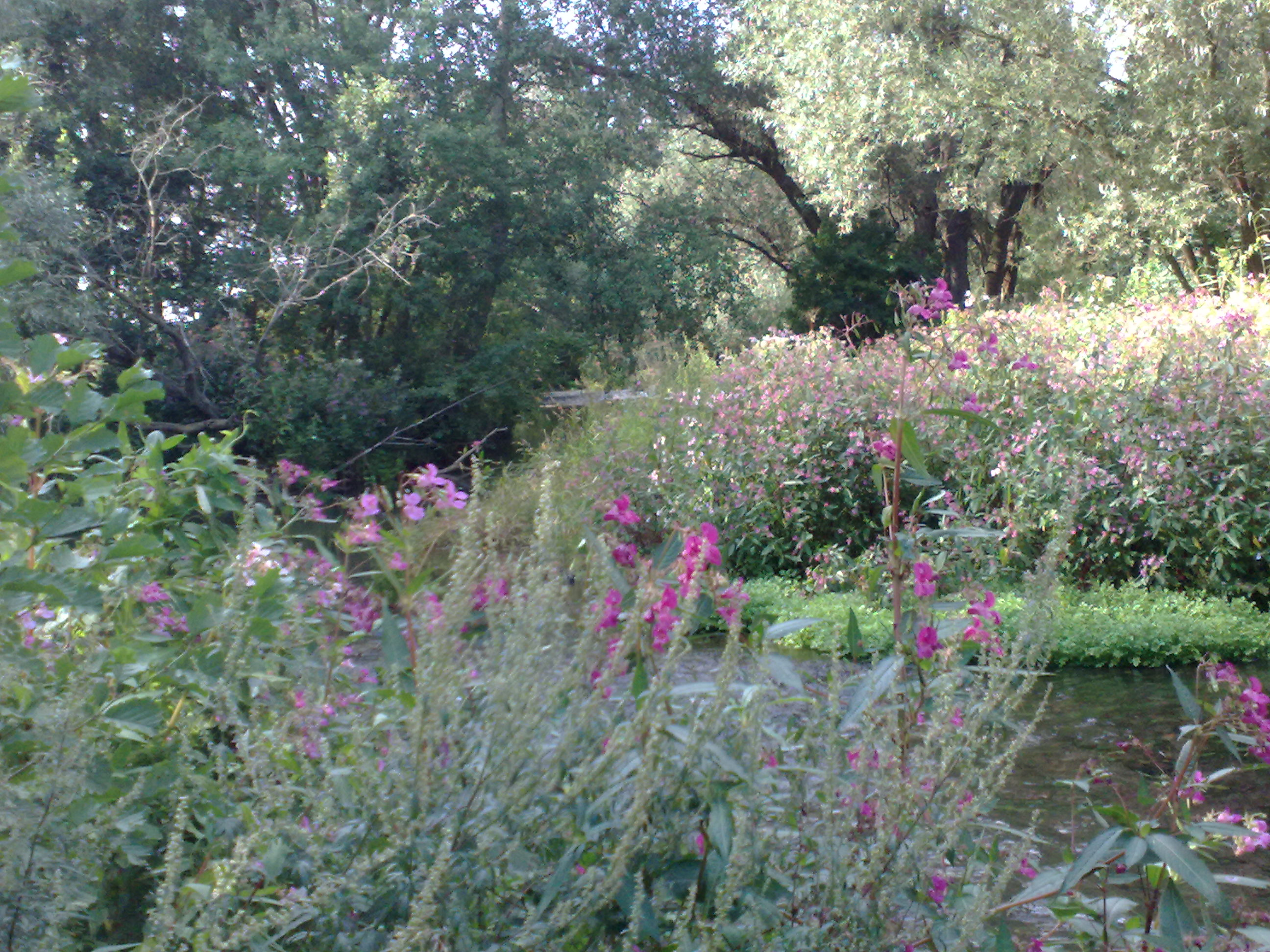
Innerste im Söderhorn
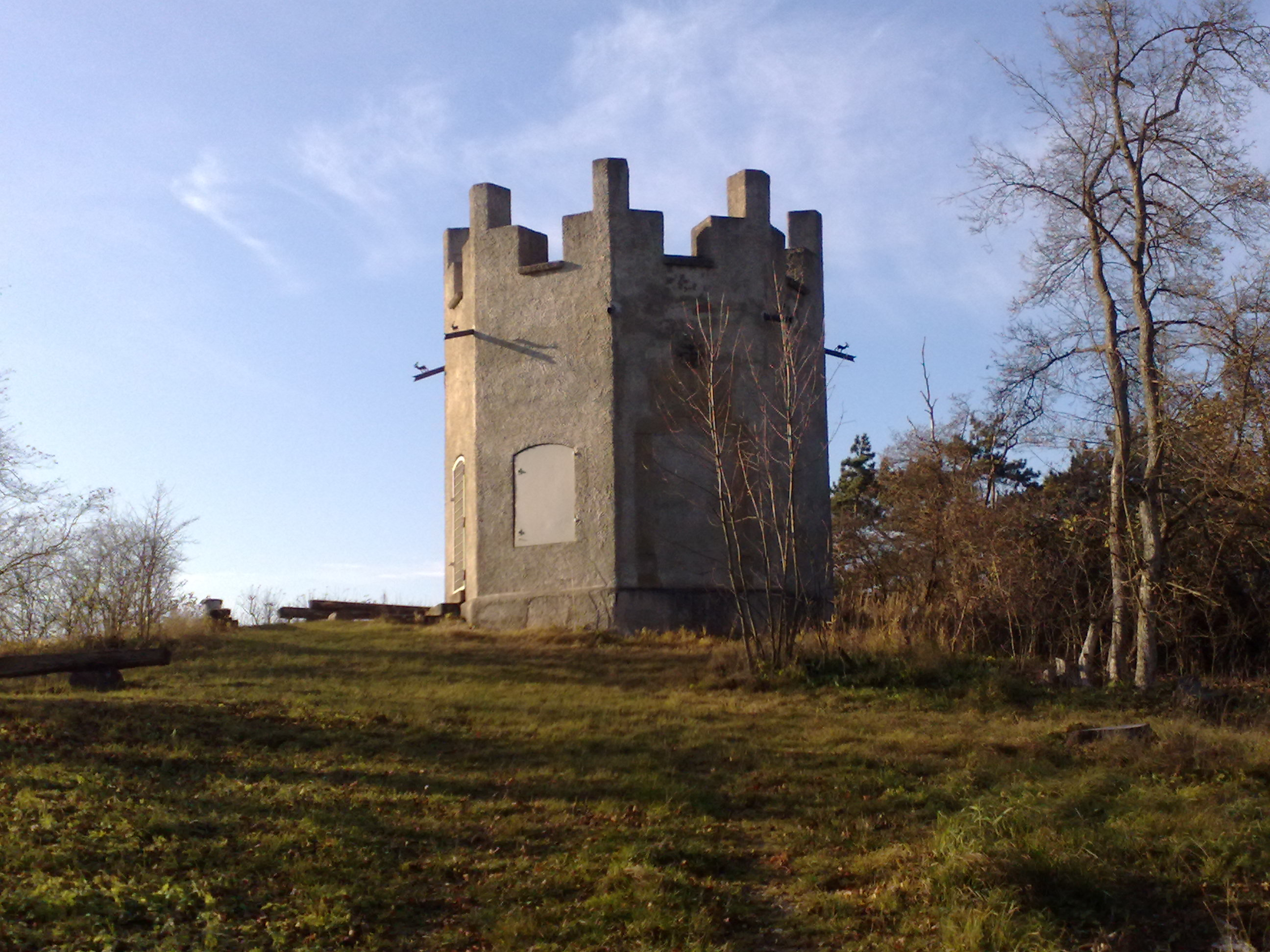
Jägerturm